# يوهان فيليب بيكر
يوهان فيليب بيكر (بالألمانية: Johann Philipp Becker)‏ هو ثوري ألماني، ولد في 20 مارس 1809 في فرانكنتال في ألمانيا، وتوفي في 9 ديسمبر 1886 في جنيف في سويسرا.